# Cora Santa Cruz
Cora Santa Cruz, geborene Hilda García Ossandón (* 1907; † 29. Januar 2005) war eine chilenische Pianistin, Sängerin und Schauspielerin.

## Leben
Cora Santa Cruz war die Mutter der Sängerinnen Sonia und Myriam von Schrebler. Sie führte ihre Töchter an die chilenische Volksmusik heran und war in der frühen Phase des Gesangsduos dessen künstlerische Leiterin. Selbst trat sie unter anderem in der Sendereihe Canturreando des Fernsehsenders Canal 13 mit Sängerkollegen wie Benjamín Mackenna und Paz Undurraga und den Journalisten Adolfo Jankelevich und Valentín Trujillo auf. Als Schauspielerin wirkte sie in Miguel Franks Música en tu corazón (1946) und Patricio Kaulens La Casa en que vivimos mit. Cora Santa Cruz  wurde auf dem Cementerio General de Santiago im Mausoleum ihrer Familie beigesetzt.